# لاستیک نیتریل
لاستیک نیتریل (به انگلیسی: Nitrile rubber) که به نام‌های NBR ,Buna-N، و لاستیک اکریلونیتریل بوتادین نیز شناخته می‌شود، یک لاستیک مصنوعی بسپار ناهمگن ساخته شده از اکریلونیتریل و بوتادین است. لاستیک نیتریل یا NBR که با نام‌های Buna-N و لاستیک اکریلونیتریل بوتادین نیز شناخته می‌شود، نوعی هم بسپار ترکیبی لاستیکی از آکریلونیتریل و بوتادین است. همچنین نام‌های تجاری شامل پربونان، نیپول، کریناک و یوروپرن می‌شود.
لاستیک نیتریل بوتادین یا NBR یکی از اعضای خانواده هم بسپارهای ۲-پروپن نیتریل و انواعی از مونومرهای بوتادین است. اگرچه خواص فیزیکی و شیمیایی این ماده وابسته بر ترکیبات نیتریل هستند. در موارد کمی مقاومت ماده یاد شده در برابر روغن، بنزین و سایر مواد شیمیایی زیاد است و در واقع هر چقدر مقدار نیتریل موجود در لاستیک نیتریل یا NBR بیشتر باشد، این مقاومت هم افزایش خواهد یافت ولی به‌همان اندازه انعطاف‌پذیری این لاستیک کاهش خواهد یافت.
از لاستیک نیتریل یا NBR در صنایع خودروسازی و هوانوردی و به‌منظور تولید شیلنگ‌های جابجایی بنزین و روغن، درزگیرها، تانکرهای بنزین و لایی استفاده می‌شود زیرا در تمام مصارف یاد شده امکان به‌کارگیری لاستیک وجود ندارد. این ماده در صنعت هسته‌ای در تولید دستکش‌های حفاظتی نقش دارد. همچنین ماده یاد شده قادر به‌تحمل گستره بزرگی از دماها از منفی ۴۰ تا ۱۸۰ درجه سانتی‌گراد (منفی ۴۰ تا ۲۲۶ درجه فارنهایت) می‌باشد و به‌دلیل برخورداری از این خواص در صنعت هوانوردی به‌کار برده می‌شود. از لاستیک‌های نیتریل برای تولید محصولات قالب‌گیری شده، کفش و پوشش‌های مربوط، مواد چسبنده، درزگیرها، فوم‌های گسترش یافته و موکت‌ها و اسفنج بهره‌برداری می‌شود.
حالت ارتجاعی لاستیک نیتریل یا NBR، آن را به‌گزینه‌ای ایده‌آل برای آزمایشگاه‌ها، نظافت و بررسی دستکش‌ها تبدیل کرده است. لاستیک نیتریل مقاومت بیشتری به‌نسبت لاستیک‌های طبیعی در برابر روغن و اسیدها دارد و همچنین از استحکام بهتری برخوردار است؛ بنابراین دستکش‌های ساخته شده از نیتریل در برابر سوراخی مقاوم تر از لاستیک‌های طبیعی می‌باشند به‌خصوص اگر لاستیک‌های طبیعی با قرارگیری در معرض مواد شیمیایی یا اوزون کیفیت و خواص خود را از دست داده باشند. همچنین لاستیک‌های نیتریل در مقایسه با لاستیک‌های طبیعی به‌احتمال کمتری واکنش‌های حساسیتی یا آلرژیک را برای فرد ایجاد می‌کنند.
لاستیک نیتریل یا NBR به‌طور کلی در برابر هیدروکربن‌های آلیفاتیک مقاوم می‌باشد. نیتریل هم همانند لاستیک‌های طبیعی می‌تواند توسط اوزون، کتون‌ها، استرها و آلدهیدها مورد حمله قرار گیرد.اکریلونیتریل بوتادین رابر (NBR) که معمولاً به لاستیک نیتریل مختصر می‌شود، یک الاستومر بی‌نظیر است که توسط پلیمریزاسیون امولسیونی رادیکال آزاد بوتادین با ۱۵ تا ۴۵ درصد اکریلونیتریل گرم (لاستیک گرم) یا سرد تولید می‌شود.
ویژگی: گریدهای NBR با میزان اکریلونیتریل بالا مقاومت سایشی و مقاومت به روغن بهتری دارند در حالی که گریدهای با میزان اکریلو نیتریل پائین انعطاف‌پذیری در دمای پائین و رزیلیانس (جهندگی) بهتری دارند. در حالت کلی نیتریل رابرها خواص فیزیکی متوسطی دارند اما از مقاومت سایشی و مقاومت در برابر روغن‌ها و حلال‌های هیدروکربنی خیلی خوبی برخوردارند.
لاستیک نیتریل یک الاستومر کوپلیمری سنتزی است که از طریق کوپلیمریزاسیون امولسیونی مونومر آکریلونیتریل و بوتادی‌ان در حضور رادیکال‌های آزاد تولید می‌شود. لاستیک نیتریل دو نوع داغ و سرد دارد که نام‌گذاری آن‌ها با توجه به دمای پلیمریزاسیون انجام گرفته است. لاستیک نیتریل با وجود حضور آکریلونیتریل در ساختارش سمی نیست زیرا این ماده حتی در آب هم یونیزه نشده و یون سیانید تولید نمی‌کند؛ زیرا آکریلونیتریل یک نوع سیانید است که سمی کشنده می‌باشد. در واقع مولکول‌های لاستیک نیتریل بدون تجزیه شدن در آب حل می‌شوند. در فرایند تولید لاستیک نیتریل، با توجه به خواص مورد انتظار لاستیک مقدار بخش آکریلونیتریل لاستیک از ۱۵ تا ۵۰٪ انتخاب می‌شود.
لاستیک نیتریل بیشتر به‌دلیل مقاومت به روغن بسیار خوبش معروف است. همچنین پلیمری چقرمه و مقاوم به حرارت می‌باشد. مقدار مقاومت به روغن لاستیک نیتریل تحت تأثیر مقدار بخش آکریلونیتریلی ساختار است. هر چه مقدار آکریلونیتریل بیشتر باشد مقاومت لاستیک در برابر تورم در اثر روغن و استحکام افزایش و نفوذپذیری در برابر گازها کاهش می‌یابد. از طرف دیگر کاهش مقدار آکریلونیتریل باعث افزایش انعطاف‌پذیری در دمای پایین می‌گردد. لاستیک نیتریل با درصد آکریلونیتریل کم به پلیمری مقاوم در برابر حرارت، مستحکم و مرتجع شناخته می‌شود. لاستیک نیتریل عموماً در محدوده دمایی منفی ۴۰ تا ۱۱۰ درجه سانتی‌گراد کاربرد دارد. این لاستیک ۳ برابر مقاوم‌تر از لاستیک طبیعی در برابر سوراخ شدن بوده و در برابر برش، سایش، پارگی، مواد خورنده و هیدروکربن‌های آلیفاتیک نیز مقاوم است. اما انعطاف‌پذیری کمتری نسبت به لاستیک طبیعی دارد. لاستیک نیتریل از الاستومرهای فلوئوری ارزان‌تر می‌باشد. نیتریل هیدروژن‌دار شده مقاوم به حرارت و اکسیداسیون و منعطف در دمای پایین است.از طرفی لاستیک نیتریل در شرایط خارجی و در تماس با هوا محدودیت دارد و نسبت به‌بعضی مواد شیمیایی حساس است. این لاستیک در برابر اوزون، نور و آب و هوا واکنش داده و مقاومت به شعله بسیار کمی دارد. همچنین لاستیک نیتریل در تماس با نیتریک اسید و اکسید کننده‌ها آتش می‌گیرد و نمی‌توان از آن‌ها در تماس با هیدروکربن‌های کلرینه شده یا حلال‌های قطبی استفاده کرد.
لاستیک نیتریل هیدروژنه بخشی از زنجیره دو رشته پس از هیدروژناسیون در لاستیک بوتیل است. پس از هیدروژناسیون، مقاومت در برابر دما و مقاومت در برابر آب آن بسیار بیشتر از لاستیک نیتریل معمولی است. مقاومت روغن مشابه لاستیک نیتریل معمولی است. دامنه دمای کلی منفی ۲۵ ~ ۱۵۰ درجه سانتی‌گراد است.
o
o مزایا: خواص ضد سایش بهتر از NBR، مقاومت عالی در برابر خوردگی، کشش، پارگی و فشرده سازی است. مقاومت خوبی در برابر ازن و سایر شرایط جوی، که معمولاً برای شستشو یا شستن کاسه ماده تمیز کننده مناسب است.
o
o مضرات: برای استفاده در الکل، استرها یا محلول‌های معطر توصیه نمی‌شود. صنعت تبرید تهویه مطبوع در سیستم‌های R134a مبرد سازگار با محیط زیست به‌طور گسترده‌ای در مهر و موم‌ها استفاده می‌شود.
o تأثیر حلالهای مختلف:
o درصد آکریلونیتریل بر میزان تورم این کائوچوها در حلال‌ها تأثیر می‌گذارد. به‌این ترتیب که کائوچوهای دارای ۲۰٪ آکریلونیتریل به‌میزان بیشتری در بنزن متورم می‌گردند در حالی که میزان تورم کائوچوهای دارای ۵۰٪ اکریلونیتریل ناچیز می‌باشد.
o اصولاً کائوچوهای نیتریل در حلال‌های قطبی بیشتر از حلال‌های غیر قطبی منورم می‌شوند پژوهش‌ها نشان می‌دهد این کائوچو در هیدروکربورهای آروماتیکی، کلرینه شده، کتون‌ها، استرها و ترکیبات نیتروژنی محلول بوده و در هیدروکربورهای آلیفاتیک، ترکیبات قلیایی و اسیدها نامحلول می‌باشند. سرعت و میزان تورم نیز در حلال‌های مختلف متفاوت می‌باشد. حلال‌هایی که سبب متورم شدن و حل شدن سریع کائوچوی نیتریل می‌شوند برای ساخت سیمان‌ها مورد استفاده قرار می‌گیرند.
لاستیک نیتریل بهترین محصول برای مقاومت در برابر نفت و هیدروکربن‌های چرب و روغن‌های حیوانی و گیاهی و

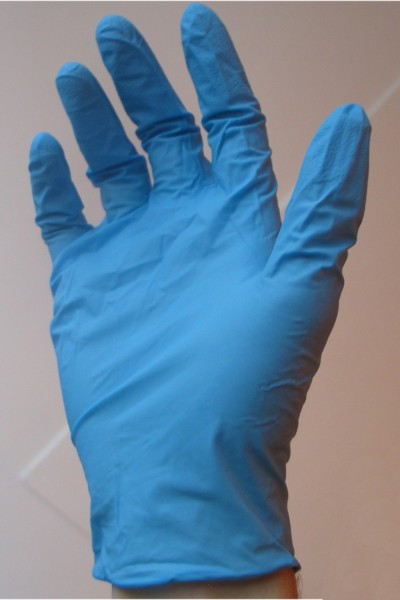
یک دستکش یک‌بارمصرف لاستیک نیتریل

شرایط پرفشار و سایشی می‌باشد.

## کاربردها
لاستیک نیتریل کاربردهای مختلفی از جمله در تولید دستشکش‌های غیر لاتکس دارد. در صنایع حمل و نقل و پوشاک و پزشکی-بهداشتی و ساختمان کاربرد دارد به‌علت مقاومت در محیط‌های روغنی و پایداری حرارتی بالا.